# گوکایدو

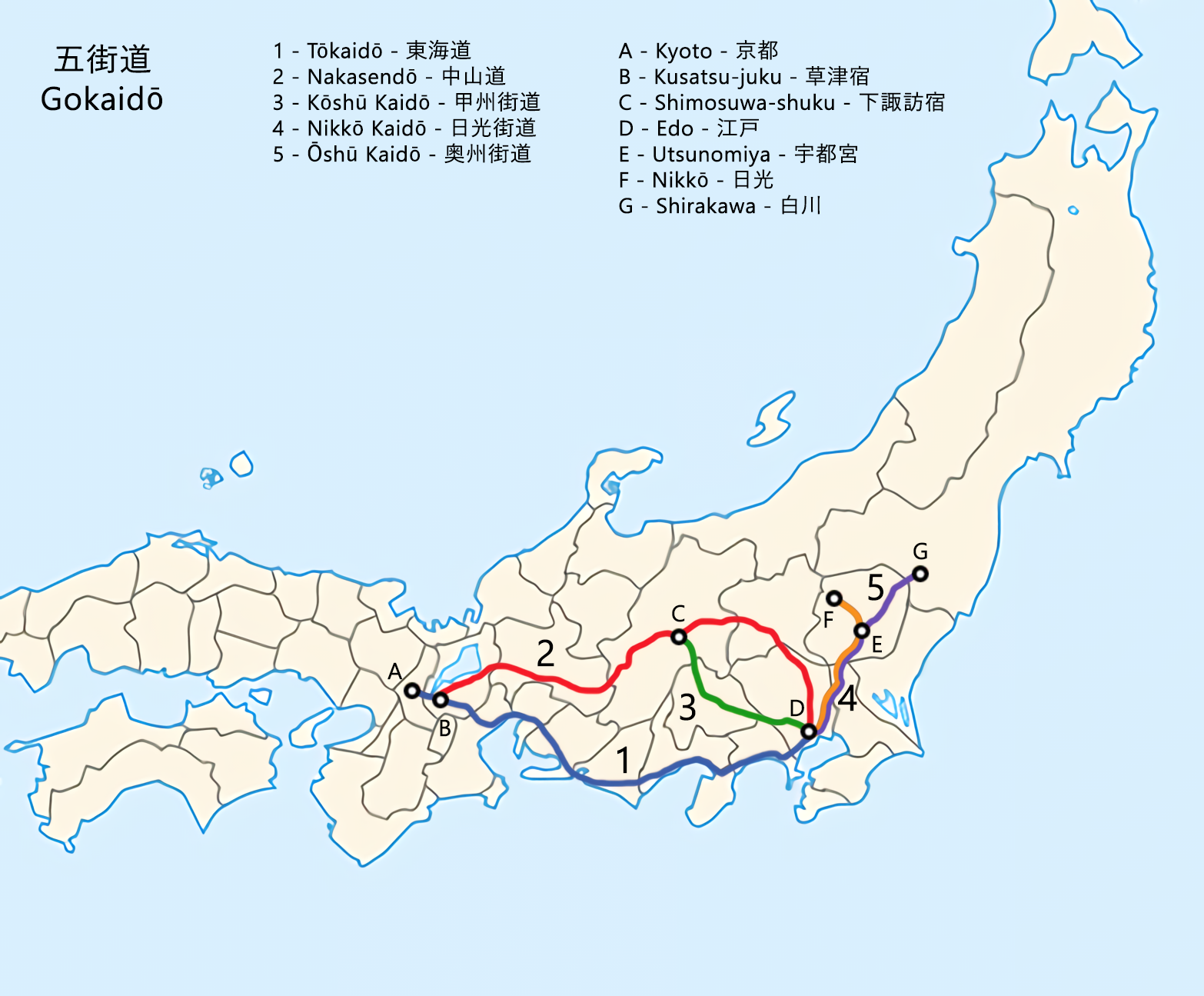
گوکایدو

گوکایدو (به ژاپنی: 五街道 Gokaid)، پنج جاده ادو انگلیسی: Edo Five Routes، پنج بزرگراه، به پنج جاده عمده ای گفته می‌شود که در دوره ادو، شهر ادو (توکیوی کنونی) را به استان‌های دیگر متصل می‌کرد. مهمترین جاده از این پنج جاده توکایدو (جاده) نام داشت که ادو را به کیوتو وصل می‌کرد. چهار جاده دیگر ناکاسندو، کوشیو کایدو، اوشو کایدو و نیکو کایدو نام داشتند.